# 牛羊肝吸蟲
牛羊肝吸蟲（學名：Fasciola hepatica），又名肝蛭，是一種大型的吸蟲，由於世代的循環需要透過淡水的螺以及水生植物才能完成，主要分布在畜牧業發達的國家，可寄生在牛、羊及其它多種草食性哺乳動物的膽管內，而好食生肝的中東人以及野獵生食的原住民族群，同樣會使消化道受到物理性的傷害。

## 形態

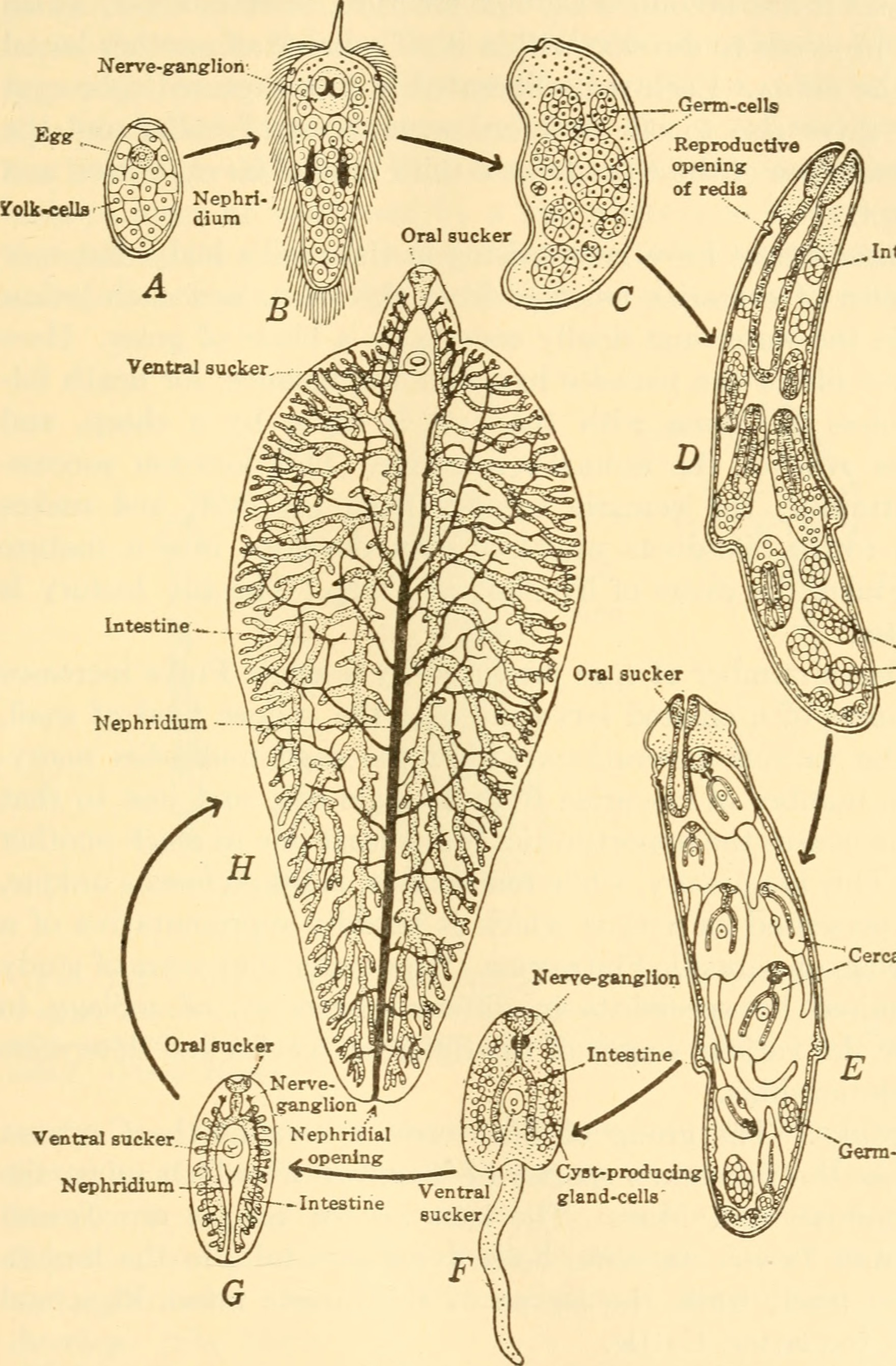
成蟲構造

成蟲尺寸長達3公分、寬約0.7至1.4公分，體型扁似一片樹葉，前端有頭錐（cephalic cone），因此與身體交接處看起來有「肩膀」的樣子，而其上具有等大的口吸盤和腹吸盤，成蟲腸道由頭至尾高度分支，蟲體後半段具有高度分歧的兩個睪丸，卵巢則位於睪丸上方，但在光學顯微鏡下必須使用特殊染色才能清楚辨別。產下的蟲卵呈長軸120至150微米、短軸70至80微米的橢圓形、外觀是半透明的金黃色，一端具有不易觀察的小卵蓋。

## 生活史

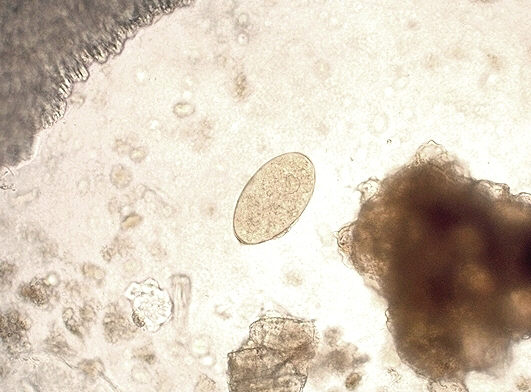
蟲卵

由於蟲卵相對於第一中間宿主而言較大，一般螺類無法攝食，因此蟲卵必須先在水中孵化成纖毛幼蟲才能感染螺螄，主要對象為椎實螺科（Lymnaeidae），於是依序發育成胞狀幼蟲、雷氏幼蟲、尾動幼蟲，隨後離開螺體，再以西洋菜或水芹等水生植物作為第二中間宿主，並脫去尾巴發育成囊狀幼蟲，藉由外囊的包裹，增加對環境的抵抗能力，隨其他動物食用這些受感染的植物，囊蚴借助消化道分泌物分解外囊，並穿過腸胃道進入膽管、膽囊，發育成蟲完成生命循環，過程需時10至15週，因此牛、羊等草食性動物以及人類都是牛羊肝吸蟲的最終宿主，主要營養來源是肝臟組織和血液，蟲卵隨終宿主的膽汁分泌流入腸道，並隨糞便排出，在適宜濕度的水中，蟲卵又可發育為纖毛蚴。根據研究指出，成蟲可在牛隻體內存活1年，羊隻則約11年，人體中可寄生12年之久。

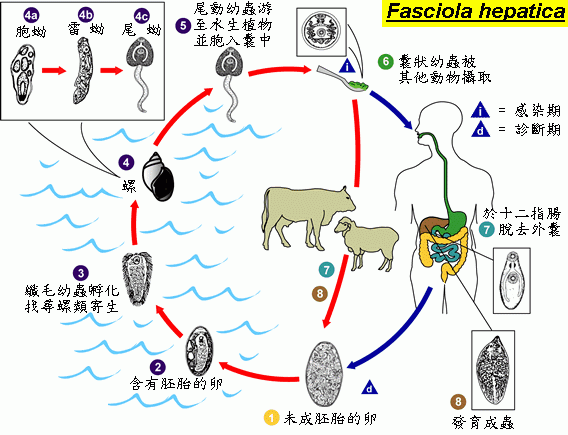
牛羊肝吸蟲的生活史

## 流行病學
有數十種哺乳動物皆可被牛羊肝吸蟲寄生，呈現世界性分布，人類受到影響的範圍大多與畜牧業興盛的地理區重合，如歐洲、南美洲、中東、非洲等地，又因為許多國家以西洋菜作為生菜來源之一，造成防治上的困難，台灣直到公元2011年沒有人感染的案例：臺大醫院一位於緬甸出生的病患，旅遊東南亞後發現感染，患者有生食蔬菜的習慣，經過CT檢查後發現肝腫瘤，活檢並非惡性腫瘤或是壞死組織，切除右半葉肝臟後發現牛羊肝吸蟲卵，但是患者的糞便檢驗以及抗原檢驗都呈現陰性。玻利維亞則是盛行率較高的國家，約有35萬人受到波及。

## 臨床表現
急性的發病主要在羊隻身上，通常是一次食用含有大量囊狀幼蟲的水草，由於大量幼蟲竄入肝臟，可引起猛爆性肝炎，嚴重者多可致命，若因蟲體移動過程撕裂腹膜，造成的腹膜炎或引發進一步的細菌性感染，則罹患的動物幾乎難逃一死，但人類罕有此類的狀況。慢性的感染則發生在所有宿主群中，進展緩慢的病程致死率低，表現多為發燒、黃疸、貧血等症狀，肋骨之下的右上腹部可能伴隨疼痛，一旦若蟲體無法視人體為正常宿主時，亦可能亂竄至肺、皮下組織，進而形成囊狀物，便是異位性感染（ectopic infection）。此外，中東地區由於部分居民喜食生肝，因此成熟的牛羊肝吸蟲便會吸附在咽、喉處，造成劇烈的疼痛、出血、甚至呼吸困難的現象，特稱為「Halzoun」。

## 診斷和治療
一般感染牛羊肝吸蟲病的治療藥物為Bithionol，但副作用如食慾不振、噁心、腹痛、發癢。而較新的藥物為Triclabendazole效果較佳，副作用亦較能令患者忍受，一般治療寄生蟲的藥物卻對牛羊肝吸蟲沒什麼效果，因此有必要謹慎診斷、作仔細的辨別。在流行地區，罹患有上述臨床表現症狀者，若問診時確知曾未熟食水生蔬菜，或是飲用不潔、未經煮沸的水源者，通常必須進一步作相關檢驗，包括找出糞便或是十二指腸抽取液所含的蟲卵，配合血液中數量比正常數量大的嗜酸性球、腹部超音波、電腦斷層掃描或是以ELISA偵測抗體辨識之。

## 外部連結
- 寄生蟲學-Nematoda(線蟲)-Fasciola hepatica(牛羊肝吸蟲) （页面存档备份，存于）
- 牛羊肝吸蟲的图片 （页面存档备份，存于）